# پسیخه رهانیده
پسیخهٔ رهانیده (انگلیسی: Psyche Abandoned) یک نقاشی رنگ روغن از ژاک لویی داوید، نقاش نامدار فرانسوی و از پیشگامان سبک نئوکلاسیسیسم است که در سال ۱۷۹۵ طرح شد و در حال حاضر در یک مجموعهٔ خصوصی است. این نقاشی داوید نشانگر یک پسیخهٔ رهاشده و تنها توسط کوپیدو است که به حالت برهنه در برابر یک آسمان آبی و یک تپه در پس‌زمینه قرار گرفته، قالب عمودی تابلو نشان‌دهندهٔ کارهای آغازین داوید است.
تابلوی پسیخهٔ رهاشده نشان‌دهندهٔ سبک اولیهٔ داوید است که رویکرد او را در قالب شکلی متفاوت از قانون آکادمیک نشان می‌دهد. مطالعهٔ تحقیقیِ نقاشی پسیخه باعث کشف سه اثر دیگرِ داوید با همین تِم شد، از جمله نقاشی باکرهٔ پاکدامن، که برای مدت‌ها گم‌شده بود و در نهایت در تاریخ ۱۹۹۱ دوباره کشف شد و در سال ۲۰۱۰ در نمایشگاه موزهٔ لوور به نمایش گذاشته شد.